# Кабрера-Бельо, Рафаэль
Рафаэль Кабрера-Бельо (исп. Rafael Cabrera-Bello; 25 мая 1984, Лас-Пальмас-де-Гран-Канария, Испания) — испанский гольфист, участник летних Олимпийских игр 2016 года, победитель трёх турниров в рамках Европейского Тура.

## Биография
Рафаэль Кабрера-Бельо родился в 1984 году. Уже в 6 лет он начал заниматься гольфом. На юниорском уровне Рафаэль становился чемпионом Испании во всех возрастных группах. В период с 2002 по 2005 год принял участие в ряде турниров Европейского Тура, проходивших в его родном Лас-Пальмасе. С 2006 года Кабрера-Бельо стал на постоянной основе участвовать в Челлендж-Туре. Свою первую победу испанский гольфист одержал 23 июля, выиграв турнир MAN NÖ Open в австрийском Рамзау. Спустя два года Кабрера-Бельо одержал ещё одну победу в рамках Челлендж-Тура, победив на турнире Credit Suisse Challenge, проходившем в Хильдисридене. С 2009 года Рафаэль полностью сосредоточился на турнирах Европейского Тура. В первый же сезон испанец стал победителем Austrian Golf Open. Свою вторую победу Кабрера-Бельо одержал 12 февраля 2012 года на турнире Omega Dubai Desert Classic.
На турнирах серии мейджор Кабрера-Бельо дебютировал в 2010 году, приняв участие в Открытом чемпионате США. Наилучшим результатом для Рафаэля в мейджорах является 17-е место, завоёванное на Мастерсе в 2016 году. 
В августе 2016 года Рафаэль Кабрера-Бельо принял участие в летних Олимпийских играх в Рио-де-Жанейро, в программу которых спустя 112 лет вернулся гольф. После первого раунда испанец вырвался на четвёртое место, пройдя поле за 67 ударов. После второго раунда, который Рафаэль закончил с 70 ударами, испанец откатился на 5-е место, отставая от лидера австралийца Маркуса Фрейзера на 5 очков. Заключительные два раунда не поменяли позиции испанского гольфиста. Олимпийский турнир Кабрера-Бельо закончил на 5-м месте с результатом 8 ниже пар.
В октябре 2016 года Кабрера-Бельо в составе сборной Европы принял участие в Кубке Райдера. Матч закончился со счётом 17:11 в пользу сборной США, а Рафаэль принял участие в трёх встречах, одержав победу в двух из них. В июле 2017 года Рафаэль выиграл свой третий титул в рамках Европейского тура, одержав победу на открытом чемпионате Шотландии. Спустя несколько дней Кабрера-Бельо был близок к первом в своей карьере попаданию в тройку призёров на турнирах мейджор. По итогам четырёх раундов Открытого чемпионата Великобритании
испанскому гольфисту не хватило всего одного удара, чтобы догнать бронзового призёра турнира китайца Ли Хаотуна.

## Личная жизнь
- Его сестра Эмма также является профессиональной гольфисткой и участвует в соревнованиях женского Европейского Тура.
- В свободное время занимается сёрфингом.